# Бедфорд, Джеймс
Джеймс Хайрам Бедфорд (англ. James Hiram Bedford; 20 апреля 1893 — 12 января 1967) — первый человек, крионированный после засвидетельствованной смерти. В настоящее время находится на криосохранении в компании Alcor Life Extension Foundation.
С криосохранения Бедфорда и берет свое начало практическая крионика. В сообществе сторонников крионики годовщина его крионирования празднуется как «День Бедфорда» (англ. Bedford Day).

## Крионическое сохранение тела
Бедфорд был профессором психологии Калифорнийского университета, специалистом в области профессиональной ориентации. С 1930 по 1956 годы он написал и опубликовал ряд книг по вопросам профессиональных консультаций. Страдая от неизлечимого рака почек с метастазами в лёгких, Бедфорд в 1965 году откликнулся на предложение специалистов по крионированию: бесплатно подвергнуть крионированию тело первого добровольца, и его кандидатура была утверждена. Крионирование произошло в городе Глендейл, Калифорния 12 января 1967 года. По завещанию Бедфорда, 100 тысяч долларов США отошло на дальнейшие исследования в области крионики. Однако к 1973 году хранение и перевозка первого пациента обошлись уже в 2,5 раза больше этой суммы. Главным фактором, сделавшим возможным дальнейшее сохранение Бедфорда, стали его родственники — жена Руби и сын Норман Бедфорд.
Тело Бедфорда было заморожено спустя несколько часов после его смерти. Его тело сохранили Роберт Прехода (автор книги Suspended Animation, 1969), д-р Данте Брунол (врач и биофизик), Роберт Нельсон (президент Крионического общества Калифорнии) и доктор Рено Эйбл, лечащий врач Бедфорда. Нельсон тогда написал книгу на эту тему под названием «Мы заморозили первого человека» (англ. We Froze the First Man). По сравнению с современными препаратами, используемые крионическими организациями, использование криопротекторов в случае Бедфорда было примитивным. Тело Бедфорда было пропитано защитным раствором диметилсульфоксида, а затем постепенно охлаждено сухим льдом до температуры –79 °C. Через несколько дней он был помещён на постоянное хранение в жидкий азот. Через 6 дней после крионирования он был перевезён в Криоучреждение социальной защиты Эдварда Хоупа в Финиксе, Аризона. Примерно через два года Бедфорда снова пришлось перевезти — на этот раз в хранилище компании Galiso, Inc., производителя криогенного оборудования в Южной Калифорнии. Он был перемещён в новый дьюар. В 1973 году тело было вывезено из этого учреждения в крионическую компанию Trans Time, возле Беркли (Калифорния) и оставалось там до 1977 года, после чего было отдано сыну Бедфорда.
До 1981 года семья хранила тело Бедфорда в жидком азоте в Южной Калифорнии. Впоследствии его тело было перевезено в крионическую организацию Alcor Life Extension Foundation, где и остается до сегодняшнего времени. 25 мая 1991 года Джеймс Бедфорд был перемещён из запаянной криокапсулы Galiso в стандартный четырёхместный криостат Alcor. Во время переноса тело Джеймса Бедфорда было помещено в открытую ванну, заполненную жидким азотом, для поверхностного осмотра. Более 24 лет оно было скрыто от глаз человека. За это время Бедфорд перенёс множество перевозок, контейнер много раз переходил из рук в руки. Однако осмотр показал, что тело сохранилось без изменений, и за время хранения температура ни разу не поднималась выше 0 °C, а вероятно, и более низких величин.

## Личная жизнь
Бедфорд был женат дважды. Его первая жена, Анна Чандлер Райс (англ. Anna Chandler Rice), умерла в 1917 году — в том же году, когда они поженились. Бедфорд женился во второй раз в 1920 году, на Руби МакЛаган (англ. Ruby McLagan). У Бедфорда и Руби родилось пятеро детей: Дорис, Дональд, Френсис, Барбара и Норман.
Бедфорд увлекался фотографией и много путешествовал.